# WB Games Boston
Turbine, Inc. (anteriormente Turbine Entertainment Software, Second Nature, y originalmente CyberSpace, Inc.) es una empresa  estadounidense desarrolladora de videojuegos que fue pionera en los MMORPG en 3D. Turbine fue fundada por Johnny Monsarrat, Jeremy Gaffney, Kevin Langevin y Timothy Miller, cambiando el nombre de la compañía en 2005 a Turbine, Inc. En abril de 2007, Turbine lanzó su más reciente MMORPG, The Lord of the Rings Online publicado en colaboración con Midway Games en los Estados Unidos y Codemasters en Europa.
Turbine era una compañía privada apoyada por las entidades de capital riesgo Highland Capital Partners y Polaris Venture Partners, así como por otros inversores privados desde 1998, sin pagar dividendos. El 20 de abril de 2010 la compañía fue adquirida por Warner Bros.

## Juegos publicados
- Asheron's Call
- Asheron's Call: Dark Majesty
- Asheron's Call: Throne of Destiny
- Asheron's Call 2: Fallen Kings
- Asheron's Call 2: Legions
- Dungeons & Dragons Online
- The Lord of the Rings Online
- The Lord of the Rings Online: Mines of Moria